# Jaroslav Zýka
Jaroslav Zýka (9. února 1922, Ústí nad Orlicí – 10. prosince 2010) byl český spisovatel žánru science fiction a profesor analytické chemie. Významný představitel české SF v 60. a 70. letech 20. století.

## Dílo
Účastnil se schůzí sekce pro vědeckofantastickou literaturu při Svazu čs. spisovatelů vedené Josefem Nesvadbou, a právě Nesvadbovy povídky Zýkovy sbírky evokují. Zýkovy příspěvky lze nalézt též v antologiích Neviditelní zloději (1980) a Lidé ze souhvězdí Lva (1983).

### Sbírky povídek
- Nejistoty (1969)
- Dusno (1970)
- Černé můry snů (1975)

## Profesní a akademická činnost
V roce 1948 vystudoval chemii na Univerzitě Karlově, v letech 1953–70 byl vedoucím katedry analytické chemie na Přírodovědecké fakultě Univerzity Karlovy v Praze, 1965–68 děkanem Matematicko-fyzikální fakulty Univerzity Karlovy.
Zabýval se výzkumem redoxních dějů pomocí elektroanalytických metod. Publikoval více než 300 publikací, např. dvoudílnou příručku Analytické metody (editor, 1979/1980), třetí díl monografie Chelates in Analytical Chemistry (1972). Z popularizačních knih např. Prvky očima minulosti (s V. Karpenkem, 1984), Životní prostředí očima přírodovědce (s B. Moldanem a J. Jeníkem, 1986).